# Neolevansa hirsuta
Neolevansa hirsuta är en stekelart som beskrevs av Ian D. Gauld 1984. Neolevansa hirsuta ingår i släktet Neolevansa och familjen brokparasitsteklar. Inga underarter finns listade i Catalogue of Life.